# Кювиканда
Кювиканда — река в России, протекает по территории Амбарнского и Плотинского сельских поселений Лоухского района Республике Карелия. Впадает в Белое море, губа Межная. Длина реки — 17 км, площадь водосборного бассейна — 106 км².
Высота истока — 70,6 м над уровнем моря.
Протекает через озёра Верхнее Кювиканда и Нижнее Кювиканда.

## Данные водного реестра
По данным государственного водного реестра России относится к Баренцево-Беломорскому бассейновому округу, водохозяйственный участок реки — реки бассейна Белого моря от западной границы бассейна реки Нива до северной границы бассейна реки Кемь, без реки Ковда. Речной бассейн реки — бассейны рек Кольского полуострова и Карелии, впадает в Белое море.